# 杨文愻
杨文愻（553年—589年5月12日），本名惠，字文愻，因与隋文帝之弟滕王杨惠同名，于是改名文愻，弘农郡华阴县（今陕西省华阴市）人，出自弘农杨氏越公房，北周、隋朝官员。

## 生平
杨文愻擅长经书和史书，特别擅长骑马射箭，周明帝对他十分赞赏，答应以公主下嫁，又称杨文愻的头类似尼丘山，赐杨文愻名丘，字少尼，以类比孔子，恰逢周明帝去世，婚事最终不了了之。建德年间，杨文愻以匠师上士为起家官。大象末年，杨坚大规模引荐英才，任命杨文愻出任大丞相府士曹。大象二年（581年），因为周静帝登基，杨文愻二哥上开府、上明公杨纪获赐爵石城县开国男，杨纪将爵位转授给杨文愻，杨文愻很快转任都督。开皇元年（581年），杨文愻出任通事舍人。开皇二年（582年），杨文愻升任大都督，改封普安县男。开皇四年（584年），杨文愻出任邵州司马，还未上任，补任内史通事舍人、大都督、普安县男如故。开皇七年（587年），杨文愻为母亲韦始华守丧离职。开皇九年（589年），杨文愻被免除职务。开皇九年四月二十二日（589年5月12日），杨文愻在京师太平坊家中因病去世，虚岁三十七，仁寿四年三月丁酉朔廿四日庚申（604年4月28日）归葬于华州华阴县东原家族旧墓，杨文愻的哥哥上仪同、庐州刺史、西河公杨矩为杨文愻撰写了墓志的铭词部分。

## 家庭

### 祖父
- 杨钧，北魏侍中、司空、华州刺史、恭公[2]

### 父亲
- 杨宽，西魏左仆射、太子太傅，北周大将军、少冢宰、大御正、梁州十九州总管，赠华陕五州刺史、元公[2]

### 兄弟姐妹
- 杨恒，西魏东宫直寝、华州刺史、敷西男，早亡
- 杨文思，隋朝上大将军、左光禄大夫、民部尚书、正平定公
- 杨文宪，隋朝上开府仪同三司、使持节、总管荆复硖鄀鄂岳沣朗辰九州诸军事、荆州刺史、上明恭公
- 杨文志，北周大都督，过继杨宽第五弟杨稚
- 杨文懿，隋朝通议大夫、安陆郡太守、晋熙县公
- 杨文愿，隋朝右卫翊卫、骠骑大将军、仪同三司、宜阳县开国公
- 杨氏，嫁北周大都督、安□□□□侯达奚昊